# Особняк Петрова (Ростов-на-Дону)
Особняк Петрова (Особняк Домбровского) — здание в Ростове-на-Дону, расположенное на Пушкинской улице (дом 115). Дом был построен в конце XIX века по проекту ростовского архитектора Н. А. Дорошенко. C 1959 года в особняке размещается Ростовский областной музей изобразительных искусств. Здание имеет статус объекта культурного наследия регионального значения.

## История
Особняк был построен в конце XIX века. В Ведомостях Городской Думы видны записи о разрешении на строительство особняка. Сначала снос ветхих построек на его месте (3-10 июля 1898г.), потом постройка каменных служб (30 июля — 7 августа 1898 г.) и дальнейшее разрешение на строительство дома Софией Петровой (4 - 20 августа 1898г.). То есть дом строился как минимум с середины 1898 года. Известно, что в 1898 году особняк принадлежал управлению Владикавказской железной дороги.
В конце XIX века управление Владикавказской железной дороги вело длительный судебный процесс, связанный с приобретением земельных участков под железнодорожные линии. Тогда начальник дороги объявил, что адвокат, который выиграет это дело, получит в подарок особняк Домбровского. Отстаивать интересы железной дороги взялся ростовский адвокат Аполлон Петрович Петров, который с блеском выиграл этот процесс. В результате он был назначен юрисконсультом управления Владикавказской железной дороги и получил в подарок особняк.
В доме на Пушкинской улице Петров жил вместе с женой и детьми. С 1913 года домом официально владела его жена Софья. После Октябрьской революции Петровы переехали во Францию. В 1920 году дом национализировали. В 1920-е годы там размещались Детская коммуна, затем Дом работников просвещения, потом Союз Горняков. В 1930-х годах в особняке располагались Ростовоблсов-промкооперация, физкультурное общество «Спартак» и Облместпром. После Великой Отечественной войны здание было передано областному отделу по делам строительства и архитектуры. В этот период в особняке была надстроена мансарда, сооружена бетонная лестница, разобраны деревянная терраса и мраморный фонтан в саду. Тогда же были утрачены камин и несколько резных дверей особняка. В 1959 году здание передали Ростовскому областному музею изобразительных искусств.

## Архитектура
Особняк Петрова построен в духе эклектики, в его оформлении сочетаются мотивы барокко, классицизма и ренессанса. Главный (южный) фасад, выходящий на Пушкинскую улицу, имеет асимметричную композицию. Простенки основного этажа украшены колоннами композитного ордера. Оконные проёмы имеют полуциркульные завершения с замковыми камнями. Архивольты опираются на кариатиды. Над парадным входом расположен геральдический знак. Фриз над окнами богато декорирован лепными элементами: женскими головками, грифонами, картушами, растительным орнаментом. На балюстраде расположен ряд балясин и тумб.
От Пушкинской улицы территория особняка отделена кованой оградой на каменном основании. Первоначально ворота располагались по бокам, а в центре находилась калитка. К северному фасаду примыкают хозяйственные постройки. А раньше на участке находились конюшни и каретник.
Вокруг парадного вестибюля с мраморной лестницей в двух уровнях располагались основные залы. Стены украшены коринфскими пилястрами, двери обрамлены архивольтами, потолок декорирован лепниной. На цокольном этаже первоначально располагалась кухня, котельная и комнаты прислуги. Блюда подавались наверх по специальному эскалатору.